# قصر الذاكرة

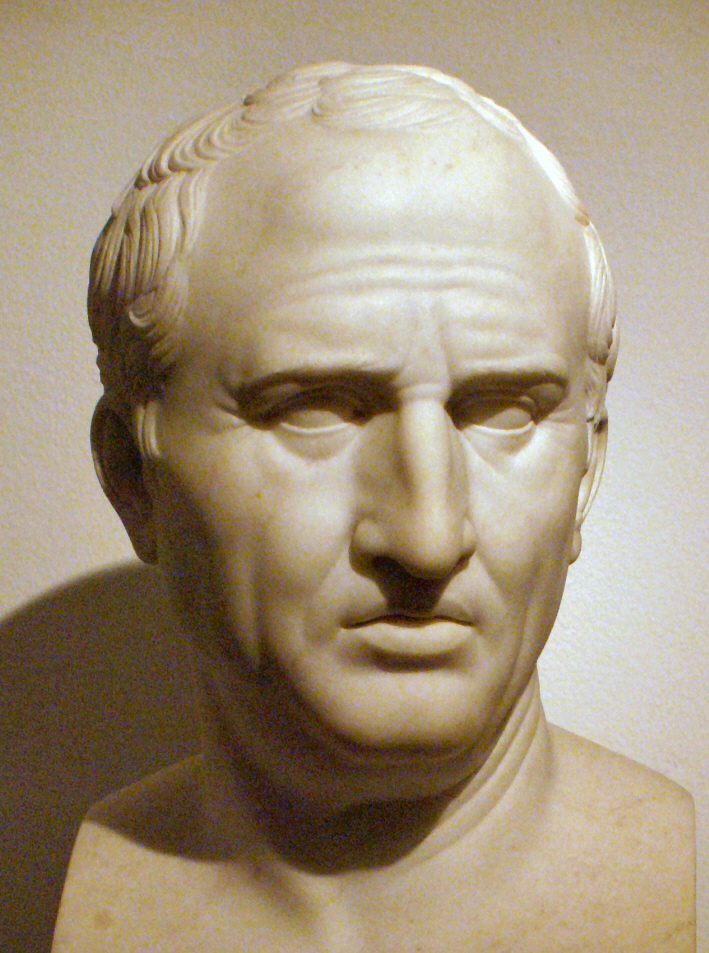

قصر الذاكرة (بالإنجليزية: Memory palace)‏ أو رحلة الذاكرة عبارة عن أسلوب تذكر مكاني من الأساليب والتقنيات المساعدة على التذكر، مستخدم منذ عصر الأغريق، ويسمى أيضا بطريقة الرحلة، حيث تحدد مسارا يمر على عدة أماكن مألوفة لك ومميزة جدا، تتنقل بينها بترتيب ثابت دائما، وحينما تريد حفظ سلسلة من الأشياء فإنك تضعها في تلك الأماكن بحسب ترتيبها المكاني، وتربط بين الشيء والمكان الذي وضعته فيه بصورة خيالية غريبة ولكن منطقية في الوقت نفسه، وهذه التقنية يستخدمها أبطال العالم في الذاكرة مثل دومنييك أوبراين Dominic O'brien.

## قصر الذاكرة
تسمى أيضا بطريقة المواضع Method of loci (جمع موقع أو موضع باللاتينية)، وهو فن استذكار استخدم قديما عند اليونانيين والاغريقيين لإلقاء خطبهم من الشعر وغيرها.
ونظام ذاكري يربط بين العناصر التي نريد أن نتذكرها مع المواقع المادية المحددة، بمعنى يعتمد على العلاقات المكانية وحفظ الأماكن بالترتيب لتذكّر المحتوى المراد حفظه.
وغالبا ما يوجد هذا المصطلح في الأعمال المتخصصة في علم النفس وبيولوجيًا وفي الأعصاب والذاكرة.
على الرغم من انه كان استخدامه بنفس الطرق على الأقل في وقت مبكر من النصف الأول من القرن التاسع عشر في أعمال على المنطق والبلاغة والفلسفة.

### نظرية قصر الذاكرة
هذه النظرية مصدرها قصة أسطورية بطلها الشاعر الإغريقي الشهير سيمونيدس (556-468 ق.م)، وهو من أوائل الشعراء الذين استخدموا الشعر كمصدر للكسب من خلال نظم قصائد المديح في الأمراء والملوك وأعيان الناس، ذات يوم تلقى الشاعر دعوة من الملك سكوباس، ملك (ثيساليا)، وذلك لحضور حفل من الاحتفالات الكبيرة في القصر. 
وطبقاً لهذه الدعوة طلب من الشاعر سيمونيدس أن ينظم قصيدة لمدح الملك أمام المدعوين مقابل مبلغ كبير من المال، لبى سيمونيدس الدعوة في الحال، وفي الموعد المحدد ذهب إلى القصر مصطحباً معه الرقعة المكتوب عليها القصيدة، كان القصر ممتلئ عن آخره بالأمراء والفرسان وأثرياء القوم.
حينما رأى الملك الشاعر سيمونيدس أدناه من مجلسه وأمر الفرقة الموسيقى بالكفّ عن العزف وأمر الجواري أن يتوقفن عن الرقص والغناء وذلك حتى يستمتع الجميع بقصيدة الشاعر، وبالفعل شرع سيمونيدس في إلقاء قصيدته.
كان من المفترض أن تكون القصيدة من أولها إلى آخرها في مديح الملك، إلا أن سيمونيدس قسم المديح بين الملك وبين (كاستور وبولُكس) وهما اثنين من ألهه روما المشهورين، فجاء نصف القصيدة الأول لتمجدهما والنصف الثاني خصص لمديح الملك، كان الملك يسمع الأبيات الأولى من القصيدة والغضب والضيق يملئان قسمات وجه، وبعد أن انتهى الشاعر من إلقاء القصيدة تقدم ناحية الملك وانحنى أمامه في انتظار أن يتعطف عليه بعطائه المتفق عليه، وكانت النتيجة المحزنة، فقد أعطاه الملك نصف المبلغ المتفق عليه وقال له هذا نظير الأبيات التي تخصني من القصيدة أم الباقي فاطلبه من الآلهة الذين مدحتهم، أنفجر كل الحاضرين في الضحك وراح كل واحد من المدعوين يلقى بنكته ساخرة أو بعبارة تهكمية على ما صدر من سيمونيدس من قلة ذوق في حق الملك، شعر سيمونيدس بالخجل فانزوى في مكان بعيد من القاعة وجلس حزيناً منكسراً، ولم يرحمه من سخرية الناس وكلماتهم النابية إلا عندما أمر الملك الفرق الموسيقية بمعاودة العزف والغناء، وانشغل الحضور عن سيمونيدس بالجواري وهن يرقصن، وإلى المهرجين والعبيد وهم يأتون بغرائب الألعاب وعجائب الحركات.
كل من في القاعة كان يعيش في عالمه الخاص، منهم من كان يحتسي النبيذ، ومنهم من كان يجلس على المائدة الكبيرة يلتهم ما لذ وطاب من الوعول والخراف المشوية، الكل كان سعيداً مبتهجاً، ماعدا شخص واحد هو الذي كان يشعر الحزن والخزي والانكسار، هذا الشخص هو سيمونيدس، فكر في أن يغادر القصر لكن الملك لم يأذن له بعد لذا كان عليه أن ينتظر الإذن والا سينال تقريع آخر من الملك، في هذه الأثناء أتاه جندي من الحرس وأخبره بأن فارسين يريدانه في حديقة القصر في أمر خطير، حينما سمع سيمونيدس ذلك لم أسرع خارج القصر ليستطلع الأمر، بعد خروجه لم يجد أي أثر لفارس خارج القصر، فتعجب مما صدر من الحارس، فكيف يكذب عليه ويخبره أن هناك من ينتظره بالباب، هل إلى هذه الدرجة سقطت قيمة الشاعر، أحس سيمونيدس أن ما لاقاه من إهانة هذه الليلة يكفي بأن يجعله يعتزل الشعر والشعراء، وبينما هو واقف يفكر هكذا حدث شيء لم يكن في الحسبان، فقد إنهار القصر على كل من فيه وأمتلئ المكان بالغبار وسمع عويلاً وصراخاً في كل أنحاء المدينة، لم ينجُ أحد من المدعوين سوى هذا الشاعر الذي أدرك في نهاية الأمر أن الفارسين الذين كان يسألان عنه ما هما إلا كاستور وبولوكس أبناء الآلهة، وقد اتوا لإنقاذه مكافئة له نظير تمجيده لهما في قصيدته.
بعد انهيار القصر بساعات ذهب أهالي الضحايا إلى المكان لرفع الأنقاض من أجل التعرف على جثث ذويهم، لكنهم لم يستطيعوا التعرف عليها نظراً لضياع معالمها وتناثر أشلائها في كل مكان، فطلبوا من الشاعر سيمونيدس أن يساعدهم في التعرف على الجثث كونه الناجي الوحيد في هذه الحادثة المروعة، راح سيمونيدس يتخيل حال القصر قبل الانهيار، فتخيل أن القصر قد وقفت جدرانه من جديد وارتفعت الأعمدة مرة أخرى، وارتفعت الأحجار فوق بعضها البعض، وأستوى القصر كما كان، رسم سيمونيدس صورة كاملة للمكان في صورته الأولى قبل الانهيار، فهنا كان يجلس فلان وعند هذا العمود كان يقف فلان، وعلى المائدة كان يجلس فلان وبجواره جاريتين شقراوتين، وبجوار الملك كان يجلس فلان وفلان، ظل سيمونيدس يتذكر ويتذكر حتى جاوز عدد الأسماء التي تذكرها الألفين، ومن هذه اللحظة وضع سيمونيدس الأسس الأولى لنظريته التي طورت فيما بعد وعرفت بنظرية القصر.

### وصف
قصر الذاكرة يشار إليه أيضا على أنه طريق الرحلة، فهي وسيلة لتعزيز الذاكرة التي يستخدم فيها التصور لتنظيم وتذكر المعلومات.
هناك العديد من المتسابقين في مسابقات للذاكرة يستخدمون هذه التقنية لتذكر الوجوه، الأرقام وقوائم من الكلمات.
نجاح المتسابقين الفائزين في مسابقات الذاكرة لا علاقة له مع بنية الدماغ أو مهارات عقلية، ولكن اكتر ما تكون تقنيتهم من استخدام المناطق التي في الدماغ التي لها علاقة مع التعلم المكاني، تلك الأجزاء في الدماغ التي تسهم في حد كبير في معظم هذه التقنية وتشمل: القشرة الجدارية، والقشرة خلف الطحال والحصين الأيمن الخلفي.
طريقة قصر الذاكرة هي تقنية تخيلية قديمة معروفة عند الأغرييق والرومان والتي وصفتها ييتس (yates) عام (1966) في كتابها فن الذاكرة "art of memory". وكذلك لوريا "luria" عام 1969.
في هذه التقنية يستظهر تخطيط بعض المباني وترتيب أي محلات تجارية في شارع، أو منزل أو أي كيان جغرافي يتألف من مواضع منفصلة.
فمثلا عندما ترغب في تذكر بعض الأسطر، تخيل أنك تمشي من خلال المواضع التي اخترتها وعلى الترتيب، ركب العنصر (مثلا السطر الأول) في أي سمة مميزة في المكان الذي امامك، ثم اكمل طريقك سيرا على الاقدام إلى الغرفة المجاورة وركب العنصر (مثلا السطر الثاني) واكمل طريقك سيرا على الاقدام إلى المطبخ وهكذا، وبعد الانتهاء من الاسطر قم بالتحقق من العناصر التي وضعتها في الاماكن على الترتيب.. 
من الأفضل أن تختار المنزل أو مكان أنت تعرف ما الذي يوجد بالتحديد في هذا المكان المعين.

#### أمثلة على استخدامها
تريد أن تتذكر قائمة التسوق الخاصة بك. فعندما تتخيل أنك تمشي من غرفة النوم إلى المطبخ، دعنا نقول أن العنصر الأول في قائمة التسوق هو الخبز ثم عقليا تخيل أن هناك رغيف خبز على سرير نومك. ننتقل إلى العنصر الثاني من القائمة فمثلا هو البيض، فتخيل أثناء سيرك إلى المطبخ ان هناك بيض على ملابسك، ثم استبدل العناصر الموجودة على القائمة في اماكن أثناء سيرك إلى المطبخ إلى أن تنتهي القائمة، فعندما ستكون في المتجر عندها يمكنك ان تتذكر أنك تمشي وترى الأشياء التي وضعتها في الاماكن.
في عقلك ستتذكر خبز على السرير، بيض على ملابسك وهكذا. يمكنك ان تتذكر اشياء كثيره قم فقط باستبدالها في الاماكن التي على طريقك إلى المطبخ مثلا. وكل ما كانت الصورة أكثر مرحا ترسخ المعلومة أو الغرض في العقل أكثر. فعندما تتخيل الخبز حاول أن تتخيل خباز بقبعته الطويلة بجانب السرير يريد أن يسرق الخبز وهكذا.
ومع ذلك فطريق واحد من الصعب استخدامه لقوائم مختلفه العناصر للذاكرة.

#### خطوات تطبيق نظرية القصر
1- اختيار القصر:
تخيل مبنى ما، أي مبنى، معظم الخبراء يفضلون أن تتخيل مبنى يكون موجود بالفعل في الواقع تعرفه جيداً بكل تفاصيله تمام المعرفة
2- حدد طريق الانطلاق:
لكي تتذكر الأشياء بالترتيب، عليك أن تحدد طريق تسير فيه للوصول إلى المبنى الذي وقع اختيارك عليه، يجب أن تعرف الطريق.
3- تحديد المخازن:
بعد تحديد الطريق عليك أن تسير فيه بخيالك إلى أن تصل إلى المبنى الذي اخترته وبعد وصولك هناك حاول أن تتفقد المكان جيداً مستكشفاً الأماكن التي توجد بداخله والتي ستخزن بها المعلومات
4- حفظ المعلومات في المخازن:
نأتي الآن للخطوة العملية وكيفية حفظ المعلومات داخل القصر الذي اخترته.
لا تضع أكثر من معلومة في مكان واحد، تقيد بالترتيب المتلازم
5- استخدم الرمزية:
ليس من الضروري أن تضع كامل المعلومة التي تود تذكرها في المخزن، قد يكون هذا الأمر غير مثمر وغير عملي في بعض الأحيان، يفضل أن تضع صورة رمزية للمعلومات الكبيرة، أي رمز يحث ذاكرتك ويستفذها
6- كن مبدعاً وخفيف الظل
استخدم قدرتك الإبداعية أثناء حفظ المعلومات في القصر، أضف للمعلومات المجردة الكئيبة شيء من المرحة والفكاهة.
7- استكشاف القصر للمرة الأخيرة
بعد حفظ المعلومات استكشف القصر الخاص بك مرة أخرى قبل النوم وبعد ذلك استيقظ في الصباح ستجد نفسك متذكر كل المعلومات مهما كانت كثرتها.
كلما تريد تذكر أي معلومة استخدم القصر الخاص بك، بكل بساطة امشي في الطريق المحدد وتفقد القصر وما به من مخازن
8- شيد قصور جديدة
بعد امتلاء هذا القصر يمكنك بناء قصر آخر لمعلومات جديدة

## خمس طرق لبناء رحلة الذاكرة
هناك خمسة أمور يستحسن مراعاتها عند استخدام رحلة الذاكرة أو قصر الذاكرة، حيث أنك تستطيع أن تكون بنا من المسارات والرحلات حول الأماكن المألوفة لك من طرق ومدارس وملاعب ومباني ومتاحف، وحتى يكون هذا البنك فعالا ومفيدا فحاول الاستفادة من هذه النصائح التي قدمها دومينيك أوبراين بطل العالم في الذاكرة، وهي: 
1. اختر مسارات تعرفها تماما من الداخل والخارج: اختر أماكن مألوفة لك، مثل منزلك، والحي الذي تسكنه، والمدرسة التي تعلمت فيها، والمتنزه الذي تمارس رياضة المشي فيه، والمبنى الذي تعمل فيه، والملاعب التي تمارس فيها رياضة ما، وهكذا.
2. اختر مسارات ذات دلالة مريحة وسعيدة لك: إن اختيار أشياء لا تمثل أهمية معنوية ولا ذكريات بهيجة تجعل العقل يسقطها من تسلسل الأحداث أو التخيلات، وأنت بحاجة إلى شيء مميز ويعني لك شيئا جيدا حتى لا يسقط منك في أثناء رحلة التذكر.
3. اختر مسارات تعطيك تنوعا جيدا: إن اختيار سلسلة من أشياء متشابهة مثل سلسلة المطاعم في مدينتك، أو المكتبات، أو محطات الحافلات أو القطارات يعتبر من أخطاء المبتدئين، لأن هذا التشابه يجعل من الصعب ربط الأشياء بها بعد ثالث أو رابع بند في القائمة، ولهذا اختر شيئا يحتوي على تنوعات مختلفة بحيث يمكنك أن تكون صورا مختلفة ومتنوعة بسهولة ووضوح، مثل قصر كبير له قاعات مختلفة، ومرافق متنوعة، أو طريقا تمر فيه على أشياء مختلفة ومتنوعة، وهكذا.
4. اختر مسارات محددة لتذكر أشياء محددة: ستجد بعد وقت أن هناك مسارات ما فعالة أكثر من غيرها في حفظ أشياء معينة، فمثلا المسارات المفتوحة كالطرق والمتنزهات تكون أنسب لحفظ أسماء الأشخاص ومحاور الحديث، بينما المسارات المغلقة كالمنزل والمبنى يجعلك مقيدا أكثر لا سيما مع كثرة الأسماء التي قد تحتاج لحفظها في وقت واحد.
5. اختر مسارات تتيح لك موقع مراقبة جيد: تنقل بين الأماكن والأشياء وأنت تنظر إليها من الزواية نفسها دائما، فتخيل نفسك دائما تنظر إلى المحلات التجارية من الخارج عبر الزجاج وأنت تتأمل المعروضات داخلها بدون أن تدخل إلى المحل التجاري، وانظر دائما إلى تقاطع الطرق وأنت في المنتصف تبحث عن الطريق بين الاتجاهات الأربع، وإذا كنت تقف في محطة توقف فتصور نفسك دائما وأنت تنظر إلى الإعلانات في الجدار، وبهذا يكون لك مكان زواية نظر ثابتة لا تتغير، مما يسرع من قدرتك على استدعاء الأماكن وتخزين الأشياء فيها.